# 泽列诺戈尔斯克 (克拉斯诺亚尔斯克边疆区)
泽列诺戈尔斯克是俄罗斯克拉斯诺亚尔斯克边疆区的一个城镇，位于坎河畔，距坎河与叶尼塞河汇流处约180千米，2002年人口69,355。
泽列诺戈尔斯克曾是前苏联的保密行政区，代号为“克拉斯诺亚斯克-45”（Красноярск-45）。当地曾有铀浓缩活动进行，作为苏联核计划的一部分。